# Saison 7 d'Une famille formidable
Chronologie
Saison 6 d'Une famille formidable Saison 8 d'Une famille formidable
Cet article présente le guide des épisodes de la septième saison de la série télévisée Une famille formidable.

## Épisode 1:Les adieux à Nono
- Numéro(s) : 7 - 1
- Scénariste(s) :
- Réalisateur(s) :
- Diffusion(s) : 
  -  France : 7 janvier 2008
- Invité(es) :
- Résumé : Catherine Beaumont réunit toute la famille pour les 30 ans de son fils Nicolas. En début de soirée, elle reçoit un appel de Maria, la gouvernante de son père, qui lui annonce la mort de ce dernier. Selon son testament, Nono lègue sa maison du Portugal à ses deux filles, Catherine et Paule. Mais cette dernière, tracassée par des soucis financiers, annonce à sa sœur qu'elle compte vendre sa part de la maison, pour pouvoir repartir du bon pied. Affolée par la perspective de vendre la maison familiale, où les Beaumont passaient toutes leurs vacances estivales, Catherine va tout tenter pour sauver son héritage… Quant à Sébastien, victime d'un accident de la route, il perd l'usage de ses jambes.

## Épisode 2:Vacances marocaines
- Numéro(s) : 7 - 2
- Scénariste(s) :
- Réalisateur(s) :
- Diffusion(s) : 
  -  France : 14 janvier 2008
- Invité(es) :
- Résumé: La famille Beaumont va au Maroc pour marier Julien et Patricia. Manon, bien que fiancée à Jean-Philippe, le trompe avec un séduisant Marocain, Walid. Le séjour au Maroc se transforme en vaudeville, agrémenté de tensions dues à des différends culturels. En effet, Nourredine fait un complexe de ne pas parler arabe et provoque régulièrement Walid. Les hôtes des Beaumont leur enjoignent de régler le problème Manon : Jean-Philippe, furieux, sème la zizanie pendant le mariage de Julien et Patricia. Les Beaumont, après un court passage par la case prison, rentrent en France.

## Épisode 3:La famille s'agrandit
- Numéro(s) : 7 - 3
- Scénariste(s) :
- Réalisateur(s) :
- Diffusion(s) : 
  -  France : 21 janvier 2008
- Invité(es) :
- Résumé: Paule trouve dans les affaires de son père une lettre déclarant que Catherine n'est pas la fille biologique de sa mère. Catherine est effondrée et s'enfonce dans la déprime et la kleptomanie : elle n'en parle à personne. José, le fils naturel de Jacques, vient passer les vacances à Paris, mais il s'entend plus avec Richard qu'avec son père. Reine apprend la vérité à propos de Catherine, prise en flagrant délit de vol et en parle à Jacques qui soutient son épouse et retrouve la famille de la mère naturelle de Catherine. Celle-ci a un frère, Mario, dont le fils a racheté la maison de Nono et propose aux Beaumont de continuer à y venir en vacances. Frédérique et Nourredine donnent une seconde chance à leur mariage en achetant une bergerie qu'ils veulent transformer en auberge. Sébastien retrouve petit à petit l'usage de ses jambes. Nicolas fait la connaissance des enfants de son compagnon. La famille au complet se retrouve au Portugal pour Noël.

## Audimat
| Épisode | Jour de diffusion     | Téléspectateurs en million(s) | Parts de marché (sur les 4 ans et plus) | Référence |
| ------- | --------------------- | ----------------------------- | --------------------------------------- | --------- |
| 1       | Lundi 7 janvier 2008  | 8 600 000                     | 33.9 %                                  |           |
| 2       | Lundi 14 janvier 2008 | 8 339 691                     | 33,4 %                                  |           |
| 3       | Lundi 21 janvier 2008 | 8 699 516                     | 35.6 %                                  |           |